# Renfe série 250
Renfe série 250 est un groupe de locomotives électriques de la Red Nacional de los Ferrocarriles Españoles réformées depuis 2010.

## Historique
Ces locomotives ont été conçues et produites en Allemagne par Krauss-Maffei et Brown, Boveri & Cie, puis en Espagne par MTM et CAF entre 1981 et 1986. Elles étaient de type Co'Co' (deux bogies à trois essieux moteur) équipés de rapports de vitesse de 100 et 160 km/h. Elles pouvaient donc être utilisée en tête de trains de fret et de voyageurs.

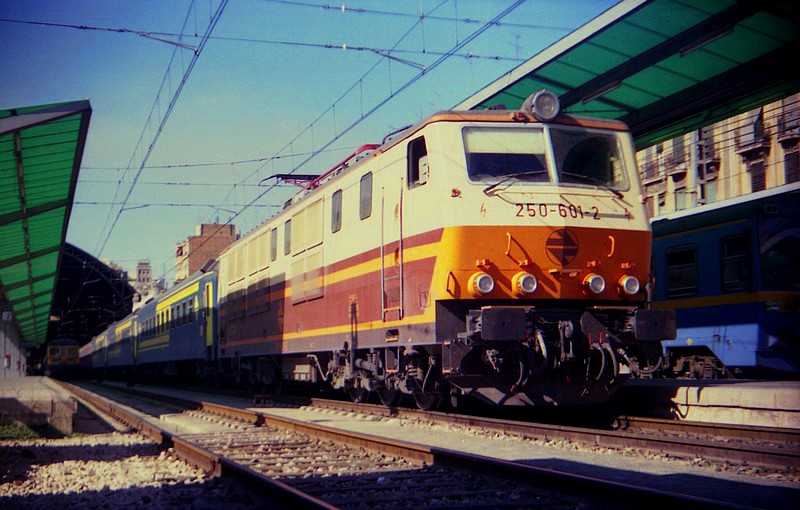
Livrée originale.

Elles ont été réceptionnées d'origine avec une livrée rouge en bas de caisse et crème à face avant jaune. Lors de leur révision, elles ont revêtu la livrée bleu foncé avec numéro de série inscrit en gros sur les flancs.
Elle est divisée en deux sous-séries, les 250 001 à 250 035 à rhéostats et les 250 601 à  250 606 à électronique de puissance. (thyristors) Les deux ont assuré le même service.

## Service
Le type Co'Co' agressif vis-à-vis de la voie oblige la RENFE à réduire leur vitesse à 140 km/h. Leur coût de fonctionnement et la livraison de motrices plus récentes les cantonne pour les trains de fret. 
Elles sont réformées entre 2006 et 2010.